# 국립 히로시마 원폭사망자 추도 평화기념관
국립 히로시마 원폭사망자 추도 평화기념관(国立広島原爆死没者追悼平和祈念館)은 일본 히로시마현 히로시마시 나카구 히로시마 평화기념공원에 있는 1945년 8월 6일 히로시마에 투하된 원자폭탄으로 사망한 사람들과 그 후에 사망한 피폭자를 추모하고 세계 평화를 기원하는 시설이다.

## 같이 보기
- 히로시마·나가사키 원자폭탄 투하
- 히로시마 평화기념공원
- 원폭 돔
- 국립 나가사키 원폭사망자 추도 평화기념관